# 43-й окремий мотопіхотний батальйон «Патріот»
43-й окремий мотопіхотний батальйон (43 ОМПБ, в/ч А2026, пп В0829) — формування у складі Збройних сил України, створене як 43-й батальйон територіальної оборони «Патріот» з мешканців-добровольців Дніпропетровської області..

## Історія

### Створення
Перші мобілізовані прибули в місце розташування 22 серпня. Весь процес формування зайняв близько двох тижнів. У вересні батальйон пройшов бойове злагодження. Формуванням батальйону займався підполковник Водолазький О. М., його заступники полковник Думанський В. С. та майор Мацейко С. Є.[джерело?]
Спершу командиром батальйону було призначено Володимира Бербушенко, заступника начальника військової кафедри Дніпропетровського транспортного університету, але ні одного дня він не займався формуванням батальйону, це призначення було скасовано.[джерело?] Зрештою командиром батальйону було призначено Олександра Водолазького.[джерело?]

### Бойові дії
З 4 жовтня був відправлений в зону проведення АТО, де без заміни і ротації знаходився чотирнадцять місяців.[джерело?] За цей час батальйон контролював декілька важливих ділянок фронту: спочатку від Світлодарська Донецької області до дороги Артемівськ-Донецьк тримав рубежі на 25 блокпості, виконував бойові завдання поблизу населених пунктів Первомайськ та Золоте, потім район Майорського у чотирьох кілометрах від Горлівки, далі Авдіївка і після неї селище Новогородське.[джерело?]
Найбільш відчутні втрати підрозділ зазнав у Новогородському, де було багато поранених та загиблих. Разом з тим, жодну позицію батальйон не здав і жодного разу не відступив.
З вересня 2015 року командиром батальйону призначено підполковника Сергія Мацейко, а з листопада 2016 полковника Володимира Бербушенко.[джерело?]
22 травня 2019 року вісім військовослужбовців батальйону, рухаючись на вантажному автомобілі в районі смт Новотроїцьке, помилково відхилилися від визначеного маршруту та потрапили на тимчасово окуповану територію, де були затримані вояками окупаційних військ РФ. У полон потрапили: старший сержант Роман Беспалий (1981 р. н.), прапорщик Віктор Шайдов (1970 р. н.), старші солдати Борис Пундор (1965 р. н.), Максим Горяінов (1984 р. н.), Кім Дуванов (1971 р. н.), Павло Корсун (1982 р. н.), Олександр Геймур (1994 р. н.), Юрій Гордійчук (1982 р. н.).

## Командування
- формально Володимир Бербушенко
- (2014 — вересень 2015) Олександр Водолазький
- (вересень 2015 — листопад 2016) підполковник Сергій Мацейко
- (з листопада 2016) полковник Володимир Бербушенко

## Символіка
На нарукавному знаку 43 батальйону як головний елемент зображено три зірки та перехрещені стрілу та шаблю, що їх взято з герба м. Дніпро, з огляду на те, що перший склад батальйону формувався з мешканців міста.

## Втрати
Всього ж в батальйоні втратили вбитими 18 осіб (бойові і небойові втрати), близько 120 людей отримали поранення під час ведення бойових дій.
Серед полеглих —
- Горошко Юрій Устимович (Іустинович), солдат, 20 жовтня 2014, Артемівськ[7]
- Куль Євген Геннадійович, солдат, 31 грудня 2014, помер від поранень[8]
- Діхтяр Іван Іванович, прапорщик, 13 лютого 2015
- Карайбіда Анатолій Васильович, солдат, 16 лютого 2015, с. Парасковіївка, Артемівський район.
- Антонюк Віталій Олександрович, 3 березня 2015, Миколаївка Друга[9]
- Литкін Андрій Володимирович, солдат, 10 березня 2015, Бахмут[10]
- Миргородський Олександр Миколайович, солдат, 26 березня 2015, Горлівка[11]
- Азаров Олександр Олегович, солдат, 29 березня, Кодема
- Савчак Вадим Євгенович, солдат, 19 травня 2015, Катеринівка Попаснянського району.
- Щуренко Микола Григорович, солдат, 19 травня 2015, Катеринівка Попаснянського району.
- Гриценко Володимир Ігорович, солдат, 30 липня 2015, смт. Новгородське.
- Шапка Євген Олександрович, солдат, 20 серпня 2015.
- Феоктистов Сергій Олександрович, солдат, 26 вересня 2015, смт. Новгородське.
- Козирєв Леонід Вікторович, молодший сержант, 19 квітня 2016, смт. Зайцеве.
- Матвєєв Анатолій Володимирович, старший солдат, 19 квітня 2016, смт. Зайцеве.
- Логвиненко Олег Павлович, солдат, 19 квітня 2016, смт. Зайцеве.
- Ліщина Андрій Васильович, молодший сержант, 20 червня 2016, м. Покровськ.
- Гулькевич Олександр Володимирович, молодший сержант, 13 вересня 2016, смт. Зайцеве.
- Смірнов Сергій Миколайович, сержант, 1 травня 2017, смт Луганське.
- Мальков Юрій Станіславович, молодший сержант, 1 травня 2017, смт Луганське.
- Біжко Анатолій Вікторович, старший солдат, 1 травня 2017, смт Луганське.
- Гайдук Микола Миколайович, старший солдат, 13 червня 2017, смт Луганське.
- Старіковський Микола Васильович, солдат, 22 червня 2017, смт Луганське.
- Мельников Анатолій В'ячеславович, солдат, 30 червня 2017, смт Луганське.
- Сметанін Андрій Володимирович, солдат, 3 липня 2017, смт Луганське.
- Васюк Олег, 7 липня 2019, зупинилося серце[12]
- Беспалий Роман Володимирович, старший сержант, 15 жовтня 2019, вбили в полоні.

## Вшанування
У 2018 році побачив світ повнометражний документальний фільм «Патріот» знятий Едуардом Яровим. Кінострічка розповідає про життя українських військових 43-ого окремого мотопіхотного батальйону «Патріот» на лінії фронту. 